# Agrate Conturbia
Agrate Conturbia is een gemeente in de Italiaanse provincie Novara (regio Piëmont) en telt 1351 inwoners (31-12-2004). De oppervlakte bedraagt 14,5 km², de bevolkingsdichtheid is 93 inwoners per km².
De volgende frazioni maken deel uit van de gemeente:

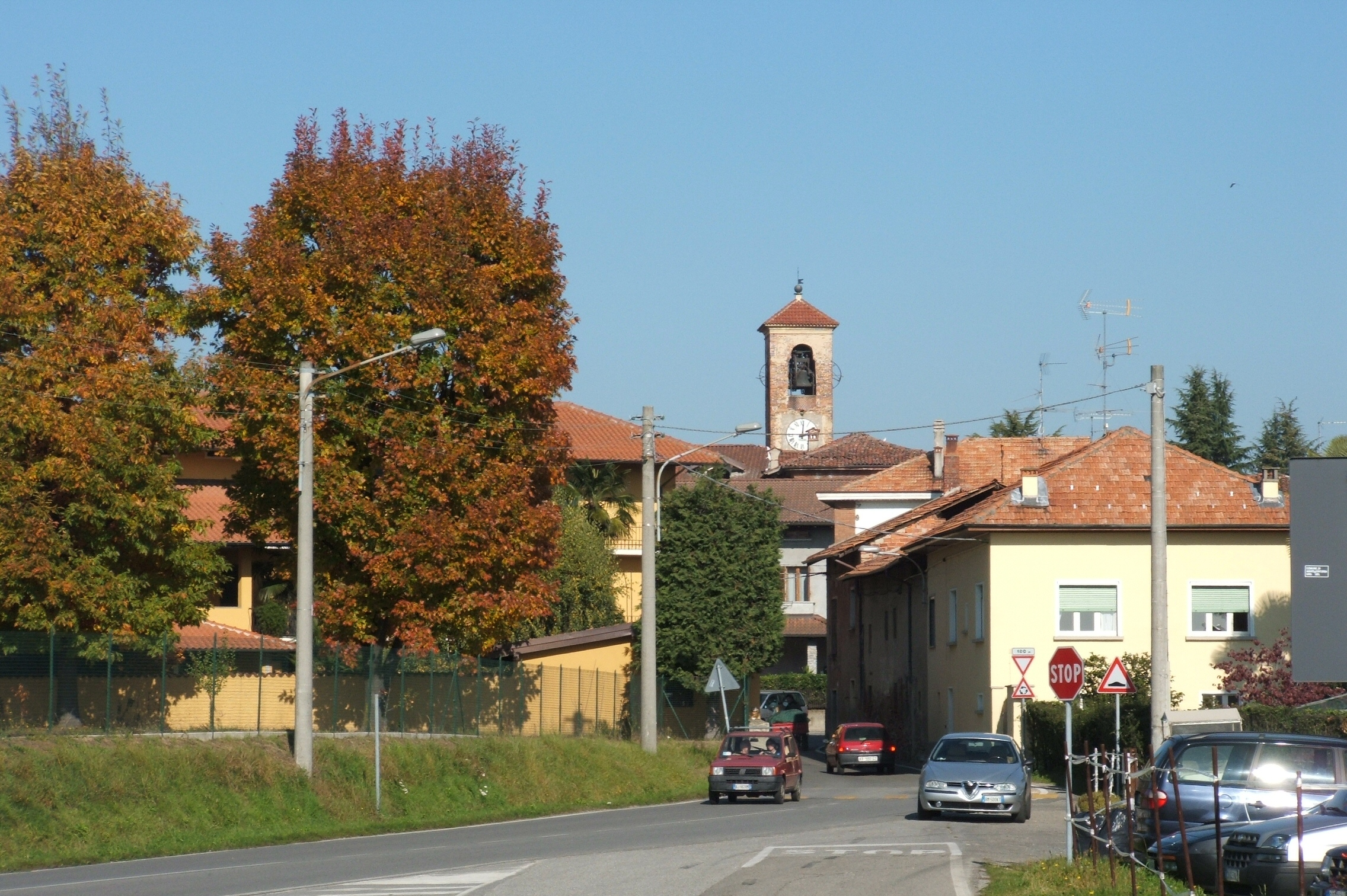
Agrate
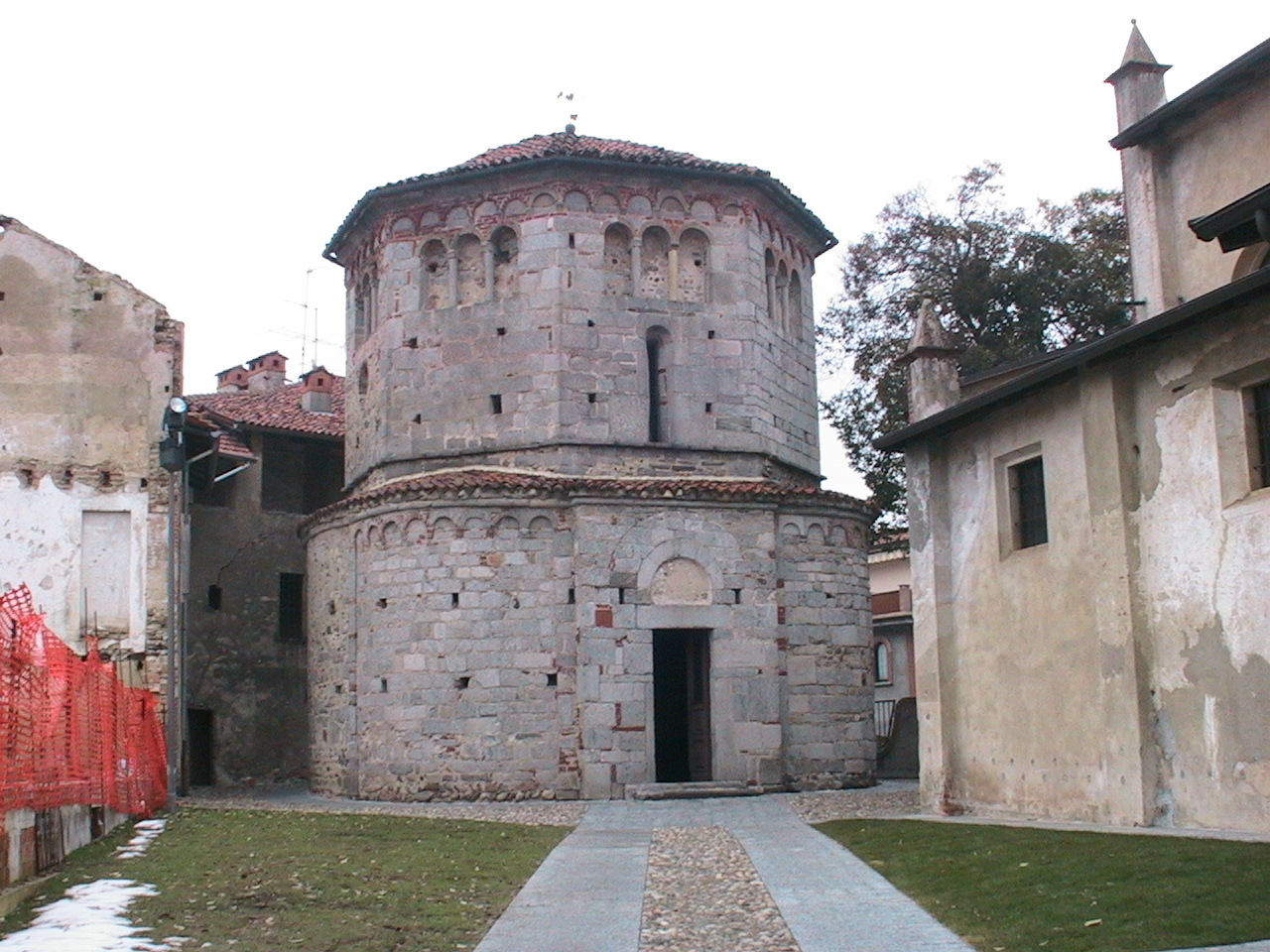
Baptisterion van Agrate
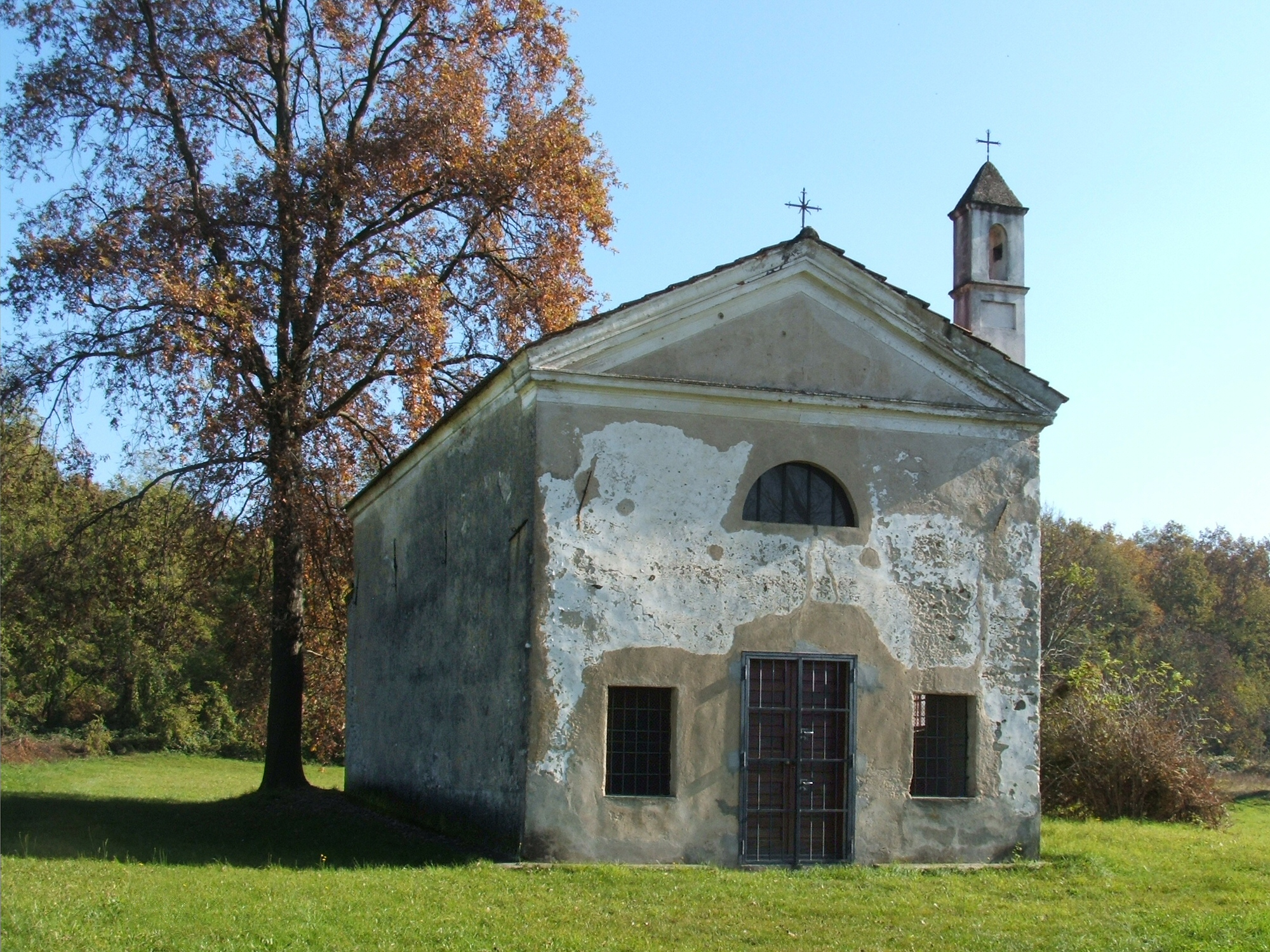
Santa Maria della valle, Agrate

- Conturbia

- Agrate
- Baptisterion van Agrate
- Santa Maria della valle, Agrate

## Demografie
Agrate Conturbia telt ongeveer 568 huishoudens. Het aantal inwoners steeg in de periode 1991-2001 met 14,0% volgens cijfers uit de tienjaarlijkse volkstellingen van ISTAT.
| Jaar | Inwoneraantal |
| ---- | ------------- |
| 1991 | 1039          |
| 2001 | 1184          |

## Geografie
De gemeente ligt op ongeveer 337 meter boven zeeniveau.
Agrate Conturbia grenst aan de volgende gemeenten:
- Bogogno
- Borgo Ticino
- Divignano
- Mezzomerico
- Suno
- Veruno